# Władimir Bolszakow
Władimir Bołszakow (ros. Владимир Большаков; ur. 1 stycznia 1976) – rosyjski zapaśnik walczący w stylu klasycznym. Triumfator igrzysk wojskowych w 1999.
Mistrz Rosji w 1998; drugi w 1999 i 2000, a trzeci w 1997 roku.